# Латье де Баян, Альфонс-Юбер де
Альфонс-Юбер де Латье де Баян (фр. Alphonse-Hubert de Latier de Bayane; 30 октября 1739, Валанс, королевство Франция — 27 июля 1818, Париж, Королевство Франция) — французский куриальный кардинал. Декан Трибунала Священной Римской Роты с 21 марта 1792 по 9 августа 1802. Кардинал in pectore с 23 февраля 1801 по 9 августа 1802. Кардинал-дьякон с 9 августа 1802, с титулярной диаконией Сант-Анджело-ин-Пескерия с 20 сентября 1802 по 27 июля 1818. 